# El regne del cel
El regne del cel (títol original en anglès Kingdom of Heaven) és una pel·lícula dirigida per Ridley Scott i estrenada l'any 2005. S'inspira en fets històrics, però conté moltes inexactituds històriques.	

## Repartiment
Molts dels personatges de la pel·lícula són versions fictícies de figures històriques:
- Orlando Bloom com Balian
- Eva Green com Sibil·la
- Jeremy Irons com Tiberias
- David Thewlis com un hospitaler
- Brendan Gleeson com Reynald
- Marton Csokas com Guy de Lusignan
- Edward Norton com el rei Balduí
- Michael Sheen com un sacerdot
- Liam Neeson com Godfrey
- Velibor Topić com Almaric
- Ghassan Massoud com Saladí
- Alexander Siddig com Imad-ad-Din al-Isfahaní
- Khaled Nabawy com un mul·là
- Kevin McKidd com un sergent anglès
- Jon Finch com el patriarca
- Ulrich Thomsen com el Mestre templer
- Nikolaj Coster-Waldau com el xèrif del poble
- Martin Hancock com l'enterrador
- Nathalie Cox com la muller de Balian
- Eriq Ebouaney com Firuz
- Jouko Ahola com Odo
- Philip Glenister com un escuder
- Bronson Webb com l'aprenent
- Steven Robertson com un sacerdot anglicà
- Iain Glen com Ricard Cor de Lleó
- Angus Wright com un dels cavallers de Ricard